# Durniewo (rejon kurczatowski)
Durniewo (ros. Дурнево) – wieś (ros. деревня, trb. dieriewnia) w zachodniej Rosji, w sielsowiecie kostielcewskim rejonu kurczatowskiego w obwodzie kurskim.

## Geografia
Miejscowość położona jest  8 km od centrum administracyjnego sielsowietu kostielcewskiego (Kostielcewo), 12 km od centrum administracyjnego rejonu (Kurczatow), 41 km od Kurska.
W granicach miejscowości znajduje się 27 domostw.

## Demografia
W 2010 r. miejscowość zamieszkiwały 44 osoby.

## Atrakcje osady
- Zbiorowisko leśne[2]